# Mörkviken (naturreservat)
Mörkviken är ett naturreservat i Kinda kommun i Östergötlands län.
Området är naturskyddat sedan 2009 och är 11 hektar stort. Reservatet omfattar en västsluttning söder om Drögen. Reservatet består av gammal tall- och granskog.